# Битолски народоосвободителен партизански отряд „Яне Сандански“
Битолски народоосвободителен партизански отряд „Яне Сандански“ или Народоосвободителна партизанска чета е комунистическа партизанска единица във Вардарска Македония, участвала във въоръжената комунистическа съпротива във Вардарска Македония по време на Втората световна война.

## Дейност
Отрядът е създаден на 8 септември 1942 година край битолското село Лавци с обща численост 22 души, но скоро след това четирима напускат. Напада персонала на железопътната гара Сръбци-Беранци на 10 октомври. За командир на отряда е избран Гьоре Велковски – Косте със заместник Димче Милевски – Добри, за политически комисар е избран Ванчо Пъркев – Сермен със заместник Бено Русо – Коки. Избран е и комисар по прехраната Пецо Богиновски – Кочо с помощник Трайче Груйоски – Павле. През зимата на 1942 година се разделя на групи и провежда политическа пропаганда из битолските села, след което в края на март 1943 година се влива в Битолския народоосвободителен партизански отряд „Даме Груев“, с който се прехвърля в Костурско и Леринско. Някои от бойците му се включват в новосформирания Битолски народоосвободителен партизански отряд „Гоце Делчев“.

## Дейци
- Тодор Ангелевски – Строгов
- Траян Белев – Гоце
- Петър Божиновски – Кочо
- Фана Кочовска
- Панде Йовчевски – Кайзеро
- Гьоре Велковски – Косте
- Ванчо Пъркев – Сермен
- Петър Пупле – Пепи
- Никола Канински
- Блаже Търпеновски
- Кочо Чолаковски – Станко
- Вангел Нечевски – Тунело
- Бано Русо – Коки
- Трайче Груйоски – Павле
- Васил Бошевски
- Сотир Броевски – Ильо
- Насе Гецовски
- Нисим Алба – Мики
- Тоде Дериевски – Кумо
- Милан Илиевски – Сашо
- Димче Милевски-Добри
- Алексо Мусалевски
- Петре Нешковски – Пиер
- Петре Новачевски – Гершан
- Анести Паневски – Ванчо
- Кръсте Самарковски – Веле
- Веле Стефановски – Славе
- Трагче Стефановски
- Ристе Търпеновски